# Sødinge Friskole
Sødinge Friskole, der eksisterede 1857-2008, var en af de ældste danske friskoler. Den blev oprettet i 1857, og skolens første lærer var Christen Kold.

## Historie
Sødinge Friskole blev oprettet i 1857 af nogle sognebåndsløsere til den kendte grundtvigske præst Vilhelm Birkedal. Brødrene Lars Jørgen og Niels Peter Jeppesen, der var stærkt påvirket af Christen Kold, ønskede at oprette en friskole, da deres egne børn nåede den skolepligtige alder. De indrettede derfor deres barndomshjem, et høkerhus i Ympehaven, til skole og fik tilsagn fra Kold om, at han ville stå for undervisningen den første sommer. 16 børn deltog i undervisningen, da skolen startede. To år senere blev der også indrettet højskole i Sødinge.
I mange år var den kendte friskolemand Knud Rasmussen, der selv var født på et husmandssted i Sødinge, lærer på skolen. Den senere Venstreleder og konseilspræsident J.C. Christensen var lærer på friskolen som ung, da han skulle øve sig på lærergerningen.
Da mange friskoler måtte lukke i 1960'erne, klarede Sødinge skærene, blandt andet i kraft af skoleleder Karl Sandals og hans efterfølger Gustav Recks evner til at tage sig af elever med behov for særlig støtte.
For 15-20 år siden vakte friskolen stor opmærksomhed med minibyen Mølleby. Den pædagogiske idé med minibyen var, at børn ikke skal sidde på skolebænken og lære om livet udenfor, men ud og leve livet og dermed lære gennem leg og alvor. I de år var der 50-70 elever på skolen. Med Birthe Krabek som skoleleder fra 1996 skiftede skolen fokus til globalisering og it. I 2006 blev Christoph Schepers ansat som skoleder, men stoppede allerede igen i sommeren 2007.
Skolen måtte lukke i 2008 efter flere år med en meget anstrengt økonomi. På det tidspunkt havde skolen netop fejret sit 150-års jubilæum og var Danmarks tredjeældste friskole. En aflægger i Odense, Friskolen City Odense, der startede sit virke i 2005, eksisterer dog fortsat. I 2019 skiftede den navn og profil, og hedder nu Skibhus Friskole.
Friskolen i Sødinge havde 30-35 børn.
Bygningerne har siden 2009 huset opholdsstedet Asgaard-Sødinge.